# Flora Selecta Exsiccata
Flora Selecta Exsiccata (abreviado Fl. Select. Exsicc.) es un libro con ilustraciones y descripciones botánicas que fue escrito por el  botánico Charles Magnier y publicado en 16 fascículos en los años 1882-1897.

## Publicación
- Fasc. N.º 1. 1-164. 1882.
- Fasc. N.º 2. 165-449. 1883.
- Fasc. N.º 3-4. 450-1060. 1884-1885.
- Fasc. N.º 5. 1061-1355. 1886.
- Fasc. N.º 6. 1887.
- Fasc. N.º 7. 1586 bis-1862. 1888.
- Fasc. N.º 8. 1863-3131. 1889.
- Fasc. N.º 9. 2122-2371. 1890.
- Fasc. N.º 10. 2372-2620. 1891.
- Fasc. N.º 11. 2621-2900. 1892.
- Fasc. N.º 12. 2901-3182. 1893.
- Fasc. N.º 13. 3183-3450. 1894.
- Fasc. N.º 14. 3451-3689. 1895.
- Fasc. N.º 15. 3690-3926. 1896.
- Fasc. N.º 16. 3927-4137. 1897.